# Schlossmühle (Hallwyl)
Die Schlossmühle ist eine am Aabach gelegene Wassermühle neben dem Schloss Hallwyl in Seengen im Kanton Aargau. Die Mühle ist seit 1920 ein Museumsbetrieb, wurde am 2. Februar 1925 stillgelegt und ist seit 1994 im Besitz des Kanton Aargau sowie seit 2007 Teil des Museums Aargau.

## Geschichte

### Frühen Jahre
Die Schlossmühle war der älteste und wirtschaftlich wichtigste Bestandteil des Burgbezirks Hallwyl. Das erste Mal wurde die Schlossmühle 1346 im Rodel, in Form eines Lehensverhältnis, erwähnt. Die Mühle war jedoch bereits vor dieser Erwähnung freies Eigen der Herren von Hallwyl. Sie lag im Twing von Seengen, zehntpflichtig war sie jedoch nach dem Dorf Hallwil. 1474 liessen die Schlossherren Hans und Walter von Hallwil die Verleihung auslaufen, so betrieb das Haus Hallwyl sie bis 1516 in eigener Regie. Ab 1516 liessen die Herren von Hallwil die Mühle wieder durch einen Lehenmann betreiben. 1521 bis 1523 verbuchte Kaspar von Hallwil sechs Gulden für „ein stein inn die Mülle“, also einen neuen Müllstein. 1636–1638 entstand der Kern des heutigen Mühlegebäudes mit 4 Mahlgängen, was sie zu einer der grössten Mühlen in der Umgebung machte.

### Besitzwechsel und Vernachlässigung
Bis zur helvetischen Revolution im Jahre 1798 profitierte die Mühle der Schlossherren vom Mahlzwang. 1801 plante Schlossherr, Johann von Hallwyl, eine Vergrösserung, was ihm aber von den helvetischen Behörden nicht gestattet wurde. Am 28. November 1833 trennte sich der Schlossherr Karl Franz Rudolf von Hallwyl aus finanziellen Gründen von der Schlossmühle. Er verkaufte sie den Herren Johann Jakob Corrodi und Heinrich Pfister, zwei Industriellen aus Uster. Nach jahrelangem Streit mit dem Schlossherrn über die Auslegung der Vertragsbedingungen, verkauften die beiden sie 1839 dem Müller Jakob Fischer. Am 17. Februar 1858 erwarb die Aabachgesellschaft die Schlossmühle und das dazugehörige Wasserrecht und damit das Recht zur Nutzung der Wasserkraft. Der Zustand der Mühle erwies sich 1863, bei der Suche nach einem neuen Pächter, als nachteilig. Der alte Pächter wurde, trotz seiner Pachtzahlungsrückstände, zu einem reduzierten Pachtzins wieder eingesetzt. Ein Expertenbericht von 1874 führte den Vorstand der Aabachgesellschaft, zu dem Schluss, dass der gegenwärtige Zustand nicht länger fortdauern dürfe. Von drei Lösungsvorschlägen – Neubau der Mühle, Ersetzen der drei Wasserräder durch ein einziges und Reparatur der Mühleneinrichtung, oder Verzicht auf Neuerungen und Schliessung der Mühle nach Ablauf des Pachtvertrages – wählte man den letzten. Drei Jahre später sah die Gesellschaft jedoch aus Rücksicht auf den Pächter von diesem Schritt ab. 1898 wurden die Wasserräder durch eine Turbine ersetzt, um mehr Antriebskraft für die erweiterte Ziegelei, welche um 1803 erbaut wurde und Teil des Burgbezirks war, zu erhalten, wobei die Sägerei und die Mühle beiläufig angeschlossen wurden und die Mühle weitgehend unverändert blieb.

### Neuere Entwicklungen und Gegenwart

Schloss und Mühle (unten) in einer Flugaufnahme von Walter Mittelholzer 1932

Am 14. Oktober 1911 ging eine Episode in der Geschichte der Schlossmühle zu Ende. Graf Walter von Hallwyl erwarb von der Aabachgesellschaft das Anwesen, bestehend aus Mühle, Scheune, Schopf und Sägerei. Damit ging die Schlossmühle nach 78 Jahren fremden Besitzes an das Haus Hallwyl zurück. Allerdings blieben das Wasserrecht, die Wuhr- und Stauanlage sowie die Turbine Eigentum der Aabachgesellschaft, die sich damit weiterhin die Kontrolle über den Seeabfluss sicherte. Die Mühle durfte als einziges der Gewerbe weiter bestehen bleiben. Ihre Gnadenfrist sollte sich noch über ein gutes Jahrzehnt erstrecken. Wilhelmina von Hallwyl liess am 2. Februar 1925 im 5. Protokoll der Hallwil-Stiftung, in deren Besitz sie auch die Mühle überführt hatte, verfügen: „Die Mühle muss mit den festen Inventarien immer so beibehalten werden wie jetzt und darf als Mühle nicht mehr betrieben werden.“ Ein Jahr später verpachtete die Aabachgesellschaft die Wasserkraftanlage für 100 Jahre an die Hallwyl-Stiftung. Diese entfernte darauf die Turbine 1927, ersetzten sie durch ein grosses Wasserrad und rekonstruierten den Mahlraum. Obwohl es der nostalgischen Vorstellung einer historischen Mühle entsprach, hatte das Wasserrad nicht die technischen Voraussetzungen, einen Mahlgang anzutreiben. 1994 übergab die Hallwil-Stiftung das Schloss und die dazugehörige Schlossmühle dem Kanton Aargau. Seit 2007 ist Schloss Hallwyl und die Schlossmühle ein Standort von Museum Aargau.

## Architektur

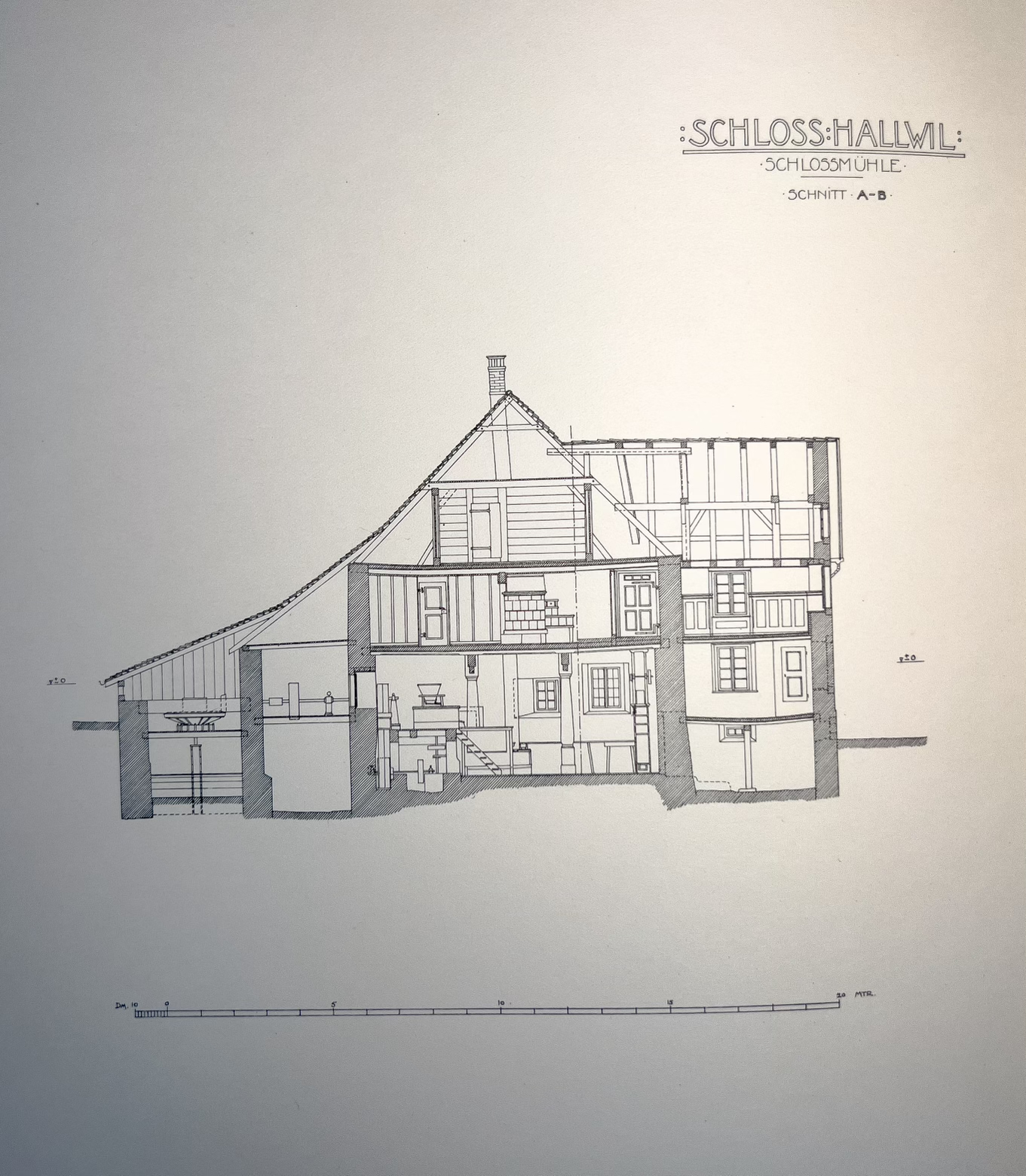
Schlossmühlenquerschnitt aus dem Jahr 1916

Die erste urkundliche Erwähnung der Mühle erfolgte im Jahr 1346, wobei ihr tatsächliches Baujahr vermutlich früher anzusetzen ist. Der 1638 entstandene Kern des heutigen Mühlgebäudes wurde im Zeitraum von 1820 bis 1830 durch einen Anbau in südlicher Richtung erweitert. 1860 folgte ein weiterer Anbau nach Norden hin, welcher bei der Renovierung im Jahr 2003 neu aufgebaut wurde. Die Schlossmühle liegt auf einer kleinen Insel unterhalb des Wasserfalls nördlich vom Schloss. Es handelt sich um einen massiven Bau aus Naturstein mit einem rechteckigen Grundriss. Die Mühle erstreckt sich über drei Stockwerke und weist ein ausgeprägtes Satteldach auf, dass mit traditionellen Ziegeln gedeckt ist. Das Erdgeschoss ist deutlich massiver gestaltet als das Obergeschoss und diente als Lagerraum und zur Unterbringung der Mühlenkomponenten, auch beherbergt es den Mühlenraum, darin befindet sich der Hochwasser Kanal und nebst ein weiterer Kanal, indem sich die Turbine befand und den Antrieb der Mühle lieferte. Dieser bildet den grössten Raum und beherbergt vier Mahlgänge. Das Obergeschoss hingegen beherbergte eine Küche, diverse Schlafzimmer, Kammern sowie eine Werkstatt.

## Bauliche Restaurierung und Sanierung
In den Jahren 1998 bis 2004 fand eine umfassende Restaurierung der Mühle statt, da sie sich in einem sehr schlechten baulichen Zustand befand und akut vom Verfall bedroht war. Die Arbeiten umfassten: die Sanierung und Verstärkung der Mauern und der Fundamente. Zudem wurden eine Innenrenovierung mit Erneuerung der Böden, Wände und Decken sowie die Wiederherstellung und Instandsetzung der historischen Mühlenanlage durchgeführt. Das Mühlrad wurde zuletzt 2016, für 65'000 Franken, ersetzt und löste damit das zuvor 20 Jahre alte Mühlrad ab.